# 净网卫士
净网卫士是上海蓝灯数据科技股份有限公司推出的一款安卓内容控制应用程序，类似于2009年推出的“绿坝·花季护航”，通过部署在用户设备中达到“定位、删除暴力恐怖、非法宗教等有害音视频”的目的，亦会通过设备标识信息跟踪用户，搜尋涉及民主運動、叙利亚及其歷史、伊斯兰教等内容。

## 主要功能
据美国“开放技术基金”调查，该软件的功能主要有通过设备标识信息跟踪设备及用户；扫描设备中的文件并与云端服务器中的散列表对比，发现“危险”内容；同时，该软件会将音频、视频、图片、html等文件的文件名和散列值通过明文HTTP发送至服务器。上海蓝灯数据科技股份有限公司（Shanghai Landasoft Data Technology Inc）负责协助政府管理服务器，该公司开发了iTap系统，被中国多个省份的公安厅所使用，其在新疆巴州综合情报中心的案例分享中强调，iTap情报调度指挥系统透过大数据科技协助分析逃犯实时活动轨迹并协助警方逮捕逃犯。

## 争议

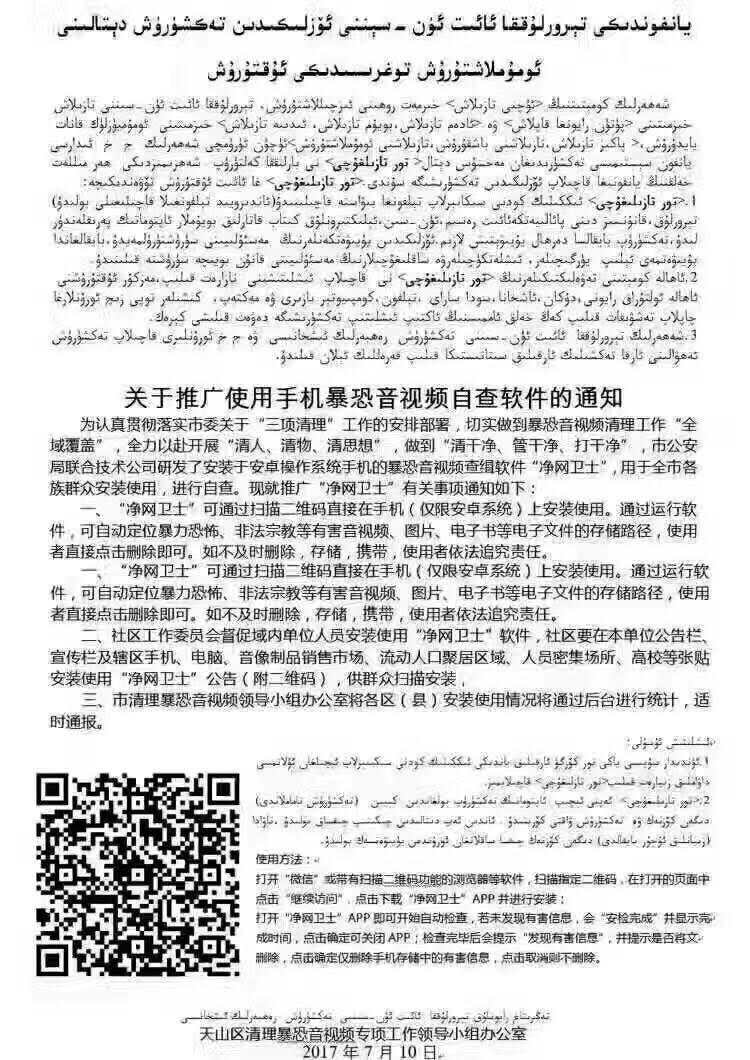
乌鲁木齐市天山区政府发布的要求手机用户下载“自查”软件的通知

净网卫士在新疆等地被中国政府强制安装用于监控。2017年7月10日，新疆乌鲁木齐市天山区政府通过微信向当地居民发出通知要求居民安装净网卫士，新疆哈密、伊犁等地的群众也被政府要求安装该软件。当地警方逮捕并拘留了数位拒绝安装该APP的民众，据称拒绝安装的人可能会被关押10天。当地民众在网络上发布检查站的位置，防止遭到抓捕。同时，网传有几位少数民族青年因微信群中发言遭到逮捕。